# Filip Holmqvist
Johan Filip Holmqvist, född 1 maj 1857 i Motala, död 15 mars 1925 i Göteborg, var en svensk välskrivningslärare. Han var far till Thor Holmqvist.
Filip Holmqvist var son till skomakaren Per Gustaf Holmqvist. Han började arbeta inom handel och studerade vid Bröderna Påhlmans skriv- och handelsinstitut 1884–1885 och blev därefter 1885 föreståndare för Påhlmans nyöppnade skola i Göteborg och togs snart över skolan för att från 1887 driva den i egen regi under namnet Filip Holmqvists Skrive-Institut. Han var 1886–1887 lärare i välskrivning vid Göteborgs handelsinstitut och från 1887 vid Chalmers tekniska läroanstalt. Holmqvist intresserade sig till en början mest för skrivtekniska problem men fick snart intresse för den pedagogiska delen av skrivundervisningen.
Den hade tidigare främst bedrivits genom att man kopierade bokstäver efter givna mallar. Holmqvist lärde i stället ut en modell där man fick möjlighet att utveckla sin egen skrivstil. Från början mötte metoden motstånd men blev efterhand allmänt accepterad. Han lät bland annat utge Metodiska skriföfningar (1888) och Om skrifning och skrifundervisning (1890). Från början bedrev man enbart undervisning i välskrivning, men senare togs även handelsämnen och språk upp i undervisningen, från 1898 gavs även undervisning i maskinskrivning. I slutet av 1890-talet satte Holmqvist upp en översättnings-, bokförings- och revisionsbyrå i anslutning till skolan. År 1906 flyttade skolan in nya egna lokaler på Norra Allégatan 7 i Göteborg. Filip Holmqvist är begravd på Östra kyrkogården i Göteborg.